# Famille Fontenilliat
La famille Fontenilliat est une famille française de la bourgeoisie de Paris depuis au moins la fin du règne de Louis XIV.

## Liens de filiation entre les personnalités notoires
- André René Fontenilliat (-1744)
  - Antoine François Fontenilliat, bourgeois de Paris, employé dans les fermes du Roi.
  - Philippe René Fontenilliat (1721-1778), officier du duc d'Orléans, seigneur de Villarceaux, Villevent, Lunezy et autres lieux, à Nozay et Villejust.
    - Madeleine-Victoire Fontenilliat (-1804), épouse d'Edme-André Foucher, conseiller du roi, avocat et procureur au parlement, receveur général et payeur des rentes à l'hôtel de ville de Paris.
    - Philippe Fontenilliat (1750-1827), seigneur de Villarceaux, receveur des gabelles et bourgeois de Rouen, négociant et industriel, fondateur de la filature du Vast en 1803.
      - Jules Fontenilliat (1790-1827), marié à Élisabeth-Virginie Doyen, sœur de Charles-Pierre Doyen.
        - Arthur de Fontenilliat (1822-1900), diplomate, Ministre plénipotentiaire de France en Suède, créé comte romain, marié à Marie von Krüdener, fille d'Amalie von Lerchenfeld, puis à Delphine Lazard.
          - Philippe de Fontenilliat (1853-1933), général de brigade, marié à Adrienne Espinasse, fille de Charles-Marie-Esprit Espinasse.
            - Charles de Fontenilliat (1878-1955), colonel, marié à la philanthrope Hélène Boissaux (1883-1958), présidente du sanatorium de Roscoff.
            - Germaine de Fontenilliat (1880-1980), épouse du comte Olry de Labry.
            - Simone de Fontenilliat (1883-1974), épouse de Joseph Cardon de Garsignies.
            - Jean de Fontenilliat (1892-1918), capitaine commandant l'escadrille SOP 17 du 2ème Groupe d'aviation, mort pour la France.
            - Louise de Fontenilliat, épouse de Pierre Mercier de Sainte-Croix.

          - Élisabeth Hélène Amélie de Fontenilliat (1854-1947), épouse du ministre Constantin Linder.
          - Gaston de Fontenilliat (1858-), officier de cavalerie, marié à Julie Florence Smith, sœur d'Alva Belmont.

      - Édouard Fontenilliat (1792-1869), industriel, président de la chambre de commerce de Cherbourg, maire du Vast, marié à Françoise-Félicité Rangeard de La Germonière, sœur de Louis-Hippolyte Rangeard de La Germonière.
        - Félicité-Madeleine Fontenilliat (1816-1887), épouse de son oncle Louis-Hippolyte Rangeard de La Germonière.
        - Marie-Anne-Louise Fontenilliat (1817-1891), épouse du baron Jacques Le Vavasseur, conseiller général de la Seine-Inférieure et frère de Charles Levavasseur (une de leurs filles épousera le duc Adrien Duchesne de Gillevoisin et l'autre le fils du comte François-Marie Taillepied de Bondy).
        - Émilie Fontenilliat (1822-1901), épouse de l'industriel Henri Barbet, fille d'Henry Barbet.

      - Henry Fontenilliat (1793-1864), financier, receveur général des finances et régent de la Banque de France, marié à Marie-Sophie Durécu, puis à Jeanne Mosselman, fille de François-Dominique Mosselman.
        - Jenny Fontenilliat (1825-1903), épouse du duc Gaston d'Audiffret-Pasquier.
        - Camille Fontenilliat (1828-1907), épouse d'Auguste Casimir-Perier et mère du président de la République Jean Casimir-Perier.

    - Marie-Madeleine-Sophie Fontenilliat (-1858), épouse d'Albert-Nicolas-Louis Girault, directeur des Postes de la Cour.
    - Sophie-Rose Fontenilliat, épouse d'Augustin-Louis-Guillaume Briffault.
    - Victoire Félicité Fontenilliat (1764-1795), épouse de Guillaume Gibert.

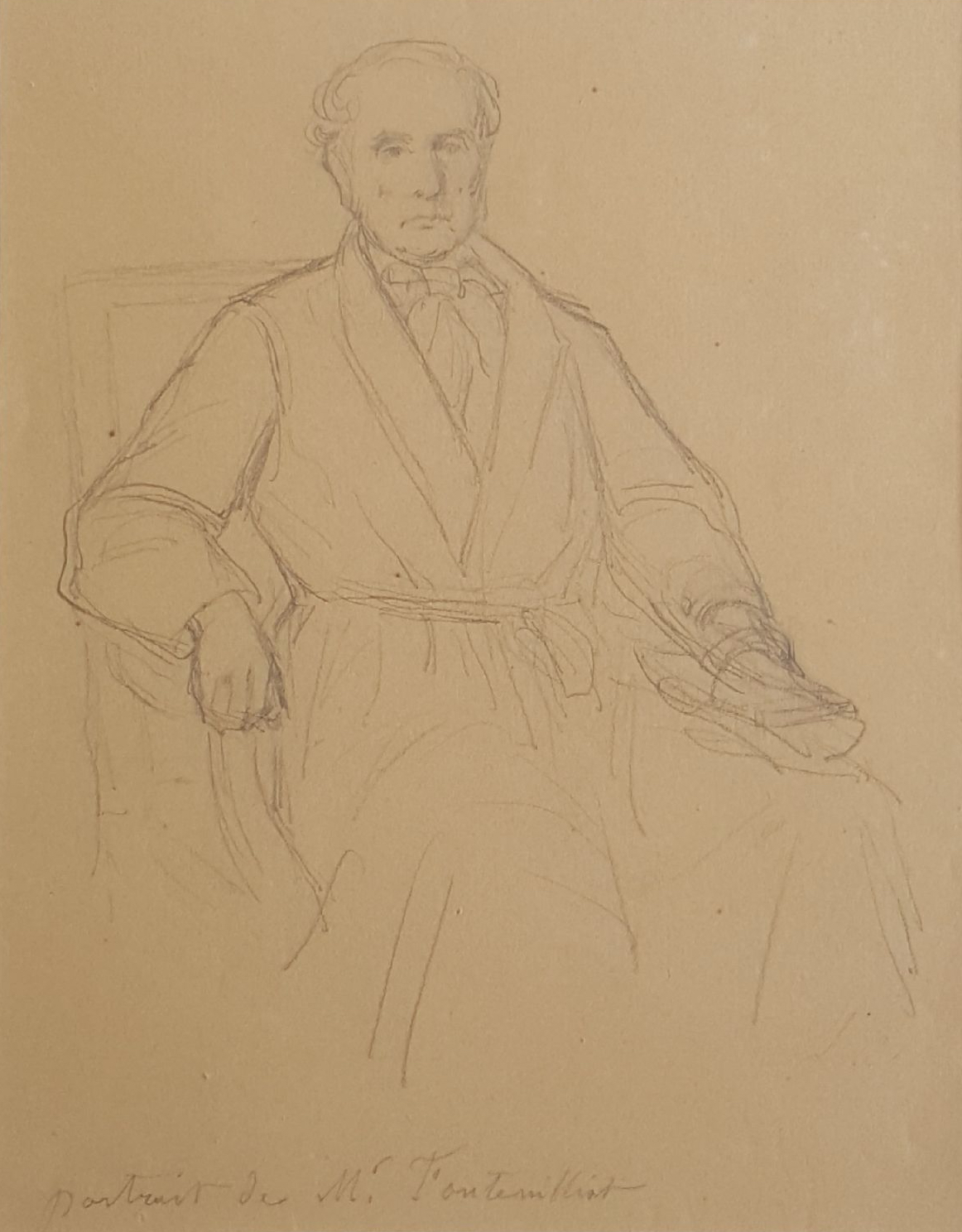
Henry Fontenilliat
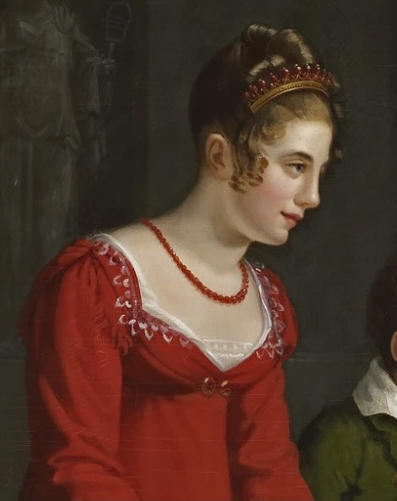
Portrait de Mlle Mosselman, future Mme Henry Fontenilliat.
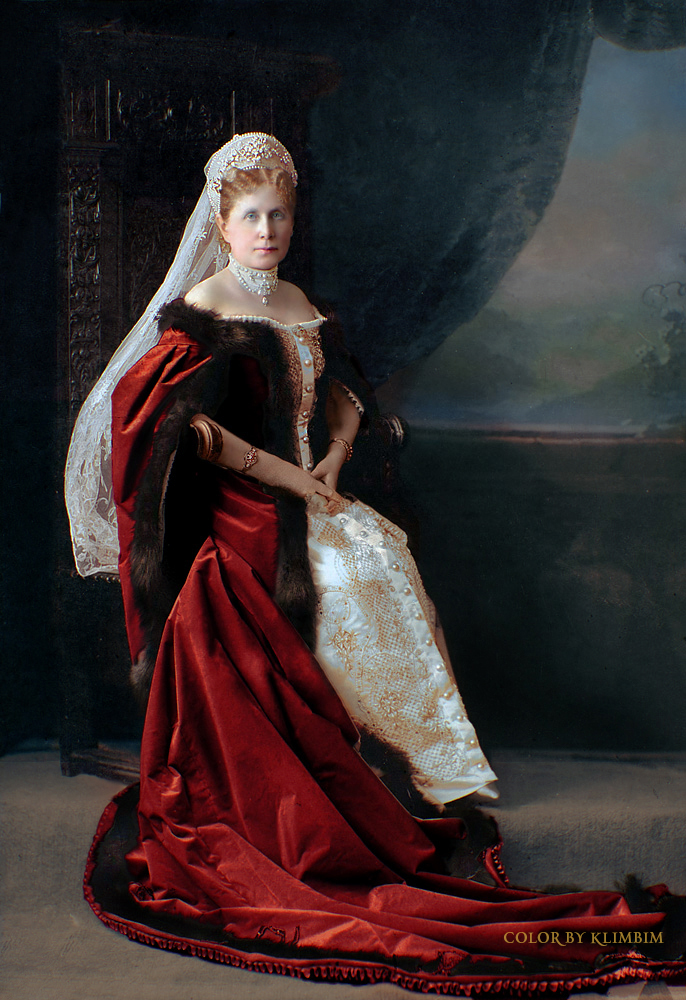
Elisabet Amelie Helene Linder, née de Fontenilliat.
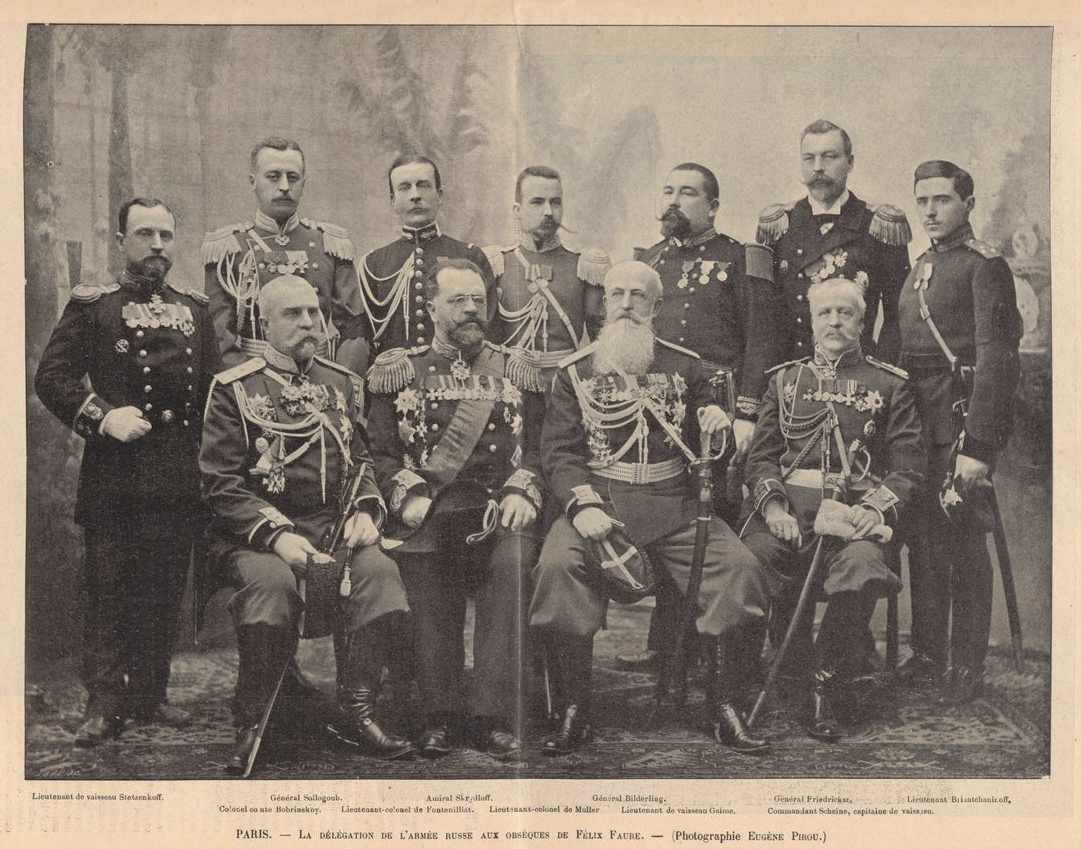
Le colonel Philippe de Fontenilliat avec la délégation de l'armée russe aux obsèques de Félix Faure à Paris.

## Pour approfondir